# Heißluftballon

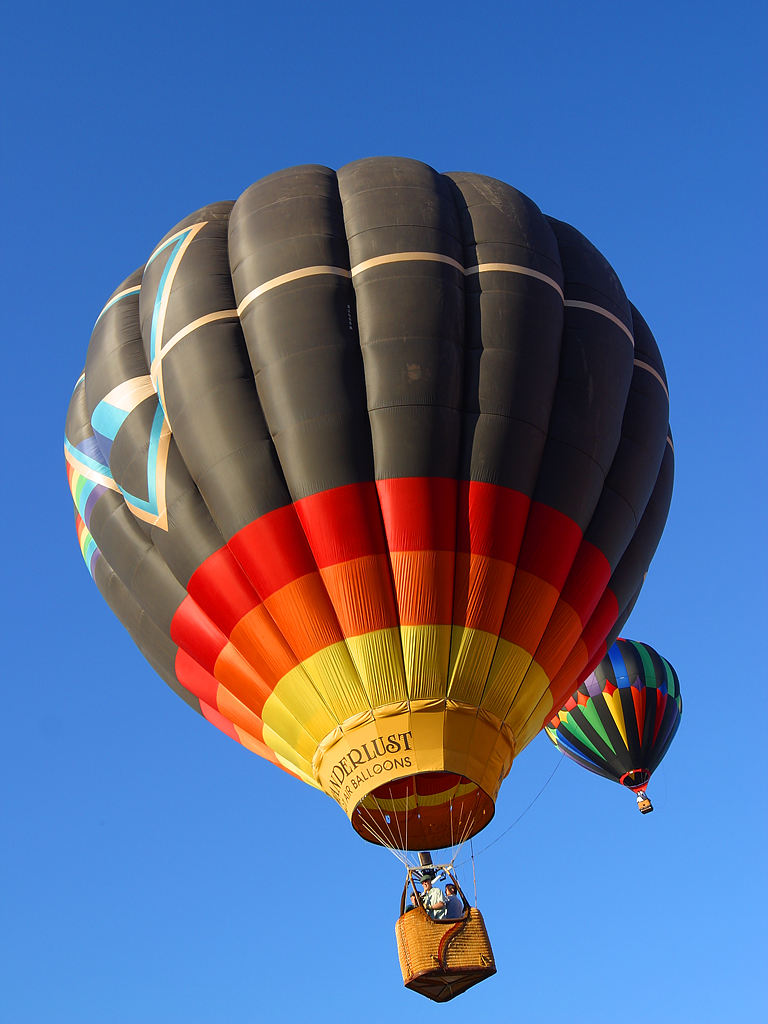
Zwei Heißluftballons in der Luft

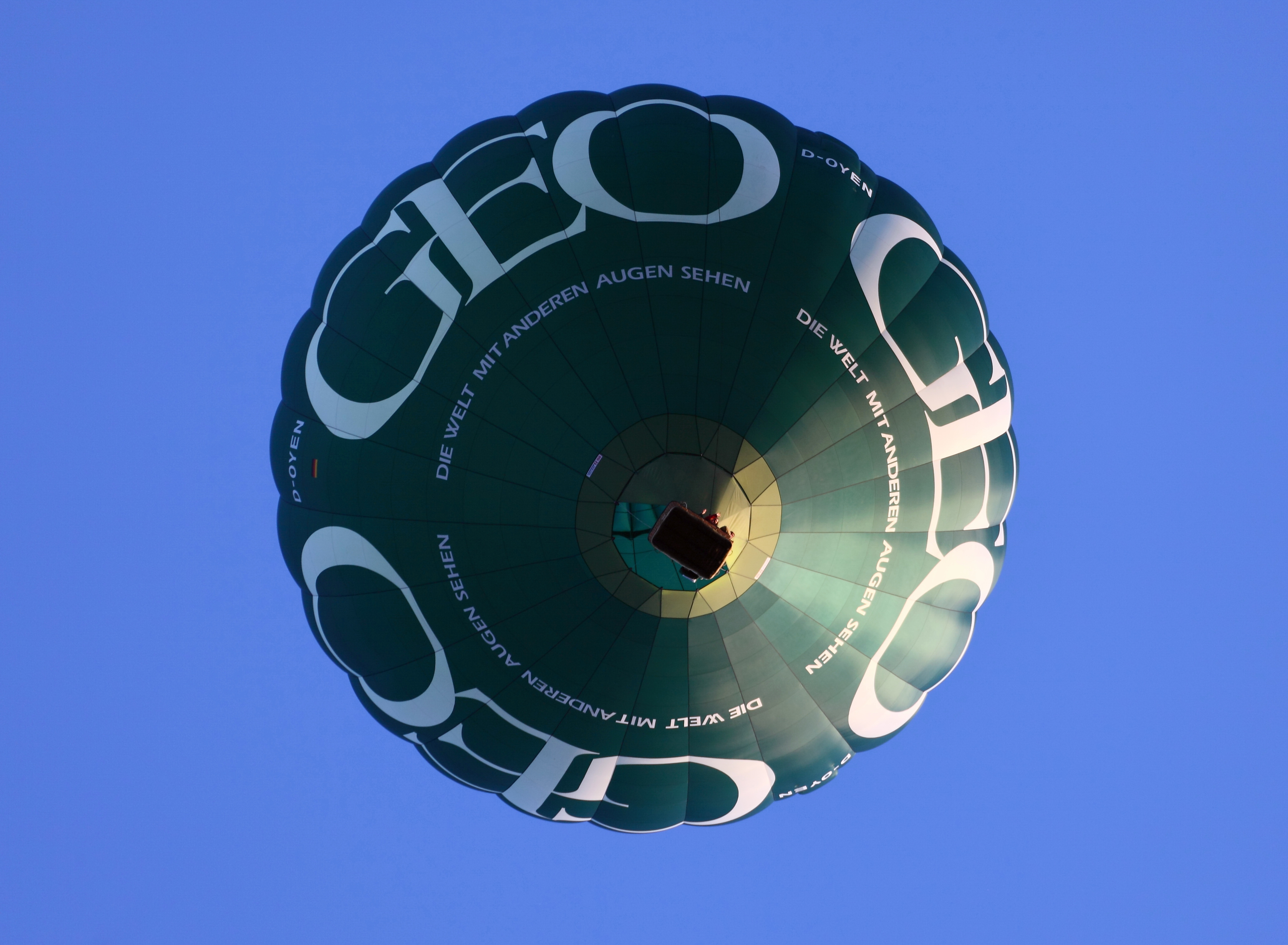
Ansicht von unten

Ein Heißluftballon ist ein Luftfahrzeug, das den statischen Auftrieb heißer Luft in seinem Inneren nutzt. In der Ballonhülle wird eine große Luftmenge erwärmt. Dadurch dehnt sich die Luft aus, was ihr spezifisches Gewicht reduziert. Der Ballon hebt ab, wenn der Auftrieb der erwärmten Luftmenge der Gewichtskraft von Hülle, Korb und Nutzlast entspricht. Der Heißluftballon besitzt keine Tragestruktur – der Korb hängt (über Seile) an der Hülle oder diese wird von Seilen umspannt, an denen der Korb hängt.
Bemannte Ballons werden üblicherweise mit Propan-Gasbrennern betrieben. Die sogenannten Kuhbrenner sind besonders leise.

## Abgrenzung zu anderen Fluggeräten
- Im Gegensatz zum Heißluftballon wird beim Gasballon nicht Luft verwendet, sondern ein anderes Gas, das bereits bei Umgebungstemperatur leichter als Luft ist. Es wird üblicherweise nicht erhitzt.
- Der Solarballon erhitzt die Innenluft durch Sonneneinstrahlung.
- Ein Heißluft-Luftschiff hat wie alle Luftschiffe einen Antrieb, im Gegensatz zum Ballon.

## Bauweise
Ein Heißluftballon besteht aus:

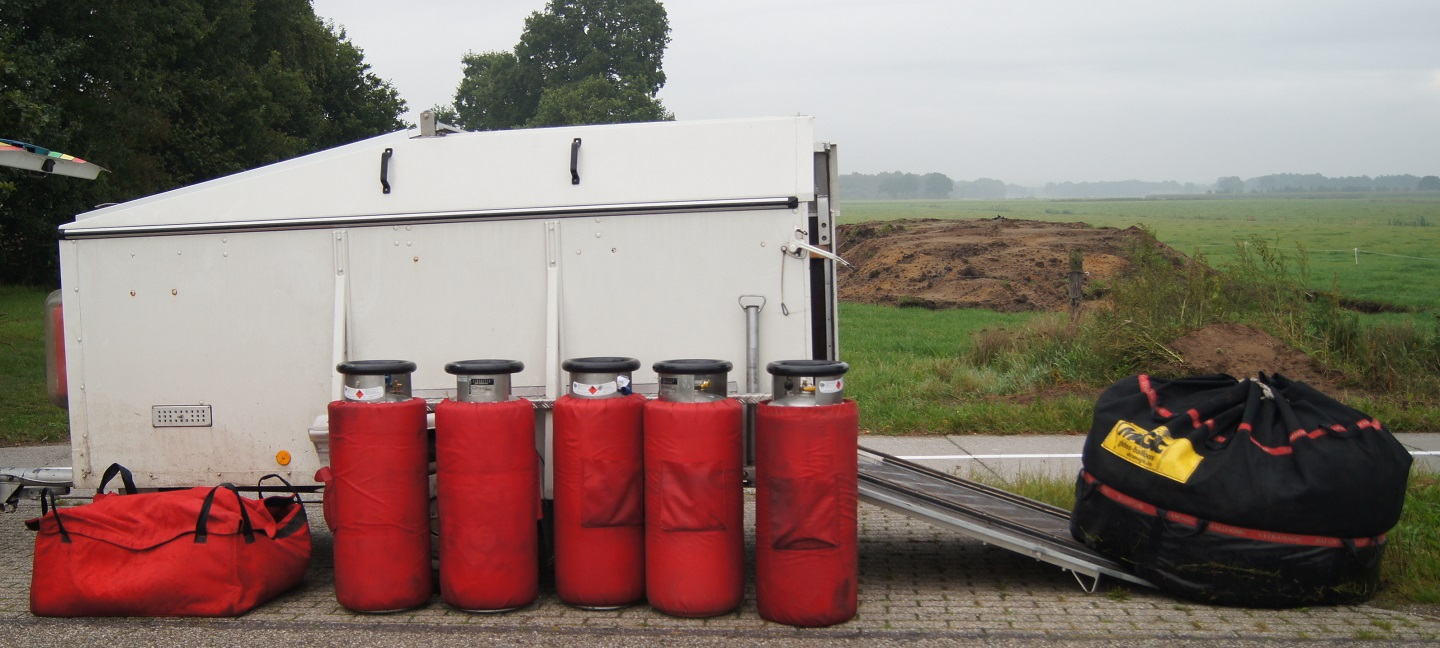
PKW-Anhänger zum Ballontransport, von links: Brenner mit Verpackung, 5 Gasflaschen, Ballonhülle in Transportverpackung

- Ballonhülle mit Trag- und Steuerseilen
- Weidenkorb mit Anbindung an die Tragseile
- Brenner mit Rahmen, Gasflaschen, Ventile, Schlauchverbindungen
- Variometer, GNSS, Funkgerät mit Transponder

Zum Aufbau wird ein Ventilator benötigt. Alle Teile werden meist in einen Transport-Anhänger verladen, der vom Verfolger-Fahrzeug gezogen wird.

## Geschichte

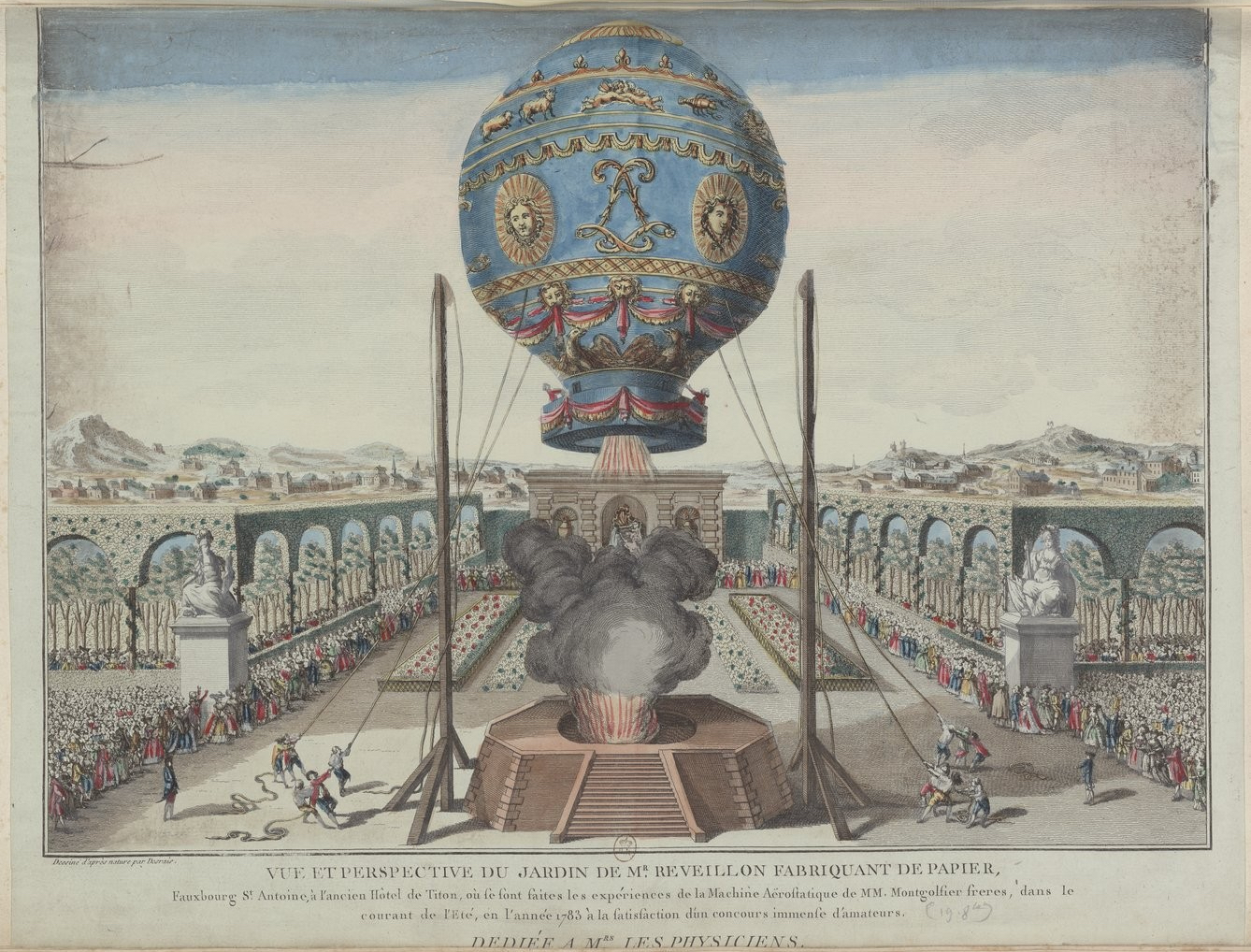
Die erste Montgolfière (1783)

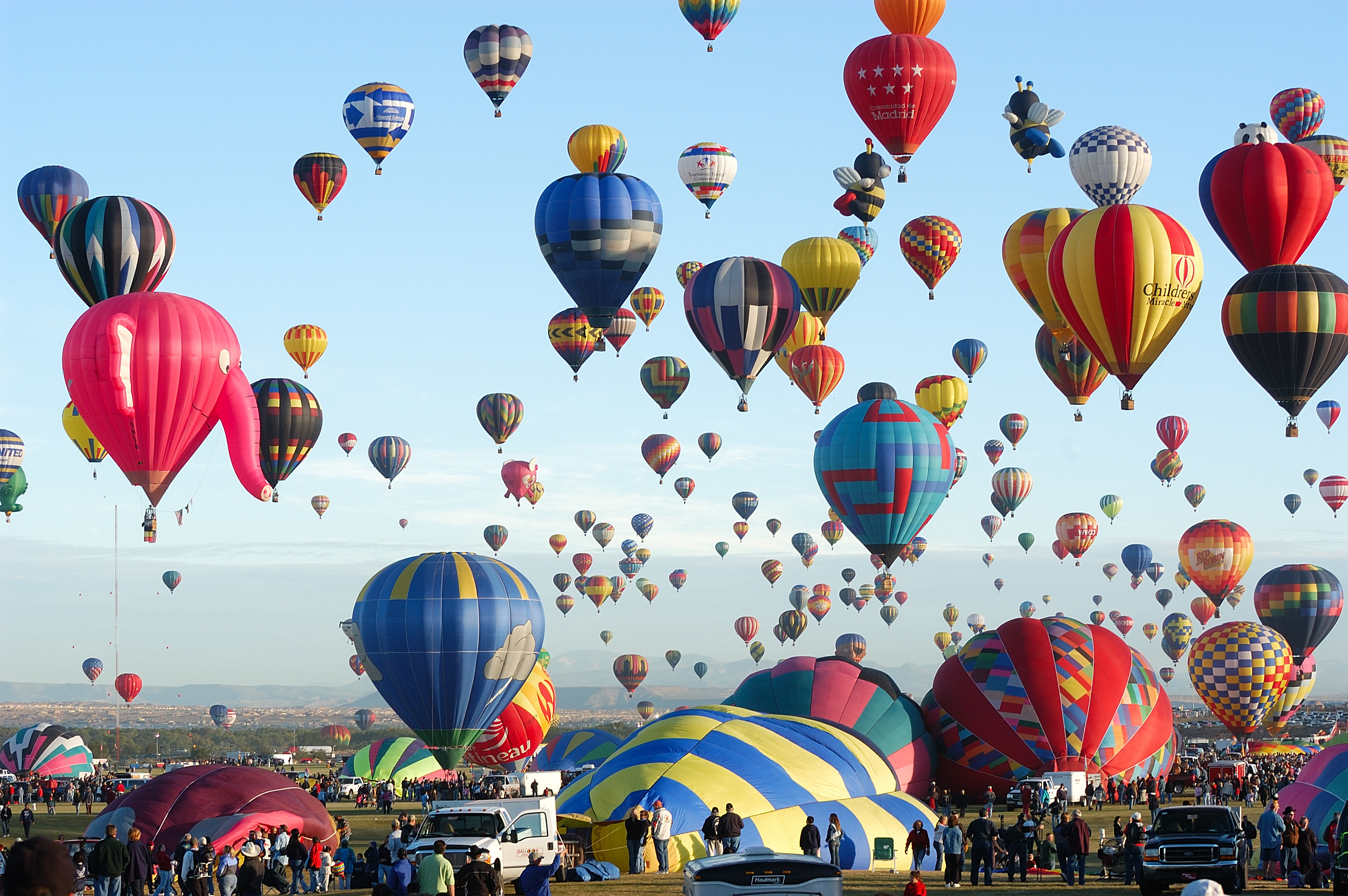
Massenstart von Heißluftballons

Nach den viel älteren Fesseldrachen, die teilweise auch bemannt waren, ist der Heißluftballon das älteste Luftfahrzeug. Allerdings gab es schon in China kleine, unbemannte Heißluftballons, die sogenannten Kong-Ming-Laternen.
Die Beobachtung, dass Rauch und heiße Luft nach oben steigt, führte immer wieder zu Versuchen mit erwärmter Luft. Der Jesuitenpater Bartolomeu de Gusmão führte zeitgenössischen Berichten zufolge einige Ballon-Modelle am portugiesischen Hof vor und erbat von König Johann V. ein Patent. Den Schritt von eher spielerischen Modellen zum praktisch nutzbaren Luftfahrzeug leisteten die Brüder Joseph Michel und Jacques Etienne Montgolfier, die deshalb als Erfinder des Heißluftballons gelten.
Deren erste Ballonfahrt fand am 4. oder 5. Juni 1783 statt, Menschen waren nicht an Bord. Die zweite Fahrt fand am 19. September in Versailles statt. Weil man der Sache aber noch nicht richtig traute, und auch noch nichts über das „Luftmeer“ wusste, zog man es vor, statt Menschen drei Tiere, nämlich einen Hahn, eine Ente und einen Hammel zu befördern. Heißluftballons wurden nach ihren Erfindern auch Montgolfièren genannt.
Die ersten Ballonfahrer in der Menschheitsgeschichte waren Jean-François Pilâtre de Rozier und der Gardeoffizier François d’Arlandes, die am 21. November 1783 aus dem Garten des Schlosses La Muette bei Paris mit einem Heißluftballon aufstiegen. Die erste bekannte Ballonfahrt außerhalb Frankreichs wurde von Paolo Andreani und den Brüdern Agostino und Carlo Gerli am 25. Februar 1784 in der Nähe von Mailand unternommen.
Zuvor experimentierte Ulrich Schiegg unter dem Eindruck der Versuche der Gebrüder Montgolfier mit Heißluftballons und konnte im Kloster Ottobeuren am 22. Januar 1784 den ersten (unbemannten) Ballonstart Deutschlands durchführen.
1979 gelang zwei thüringischen Familien mit einem selbst gebauten Heißluftballon die „Ballonflucht“ aus der DDR in die Bundesrepublik.
Eine Fahrt bis in eine Höhe von 69.852 Fuß (über 21 Kilometer) gelang am 26. November 2005 dem indischen Millionär Vijaypat Singhania. Sein Start erfolgte in Mumbai, Landeort war die Stadt Sinnar im Bundesstaat Maharashtra.

## Funktionsweise

### Physik

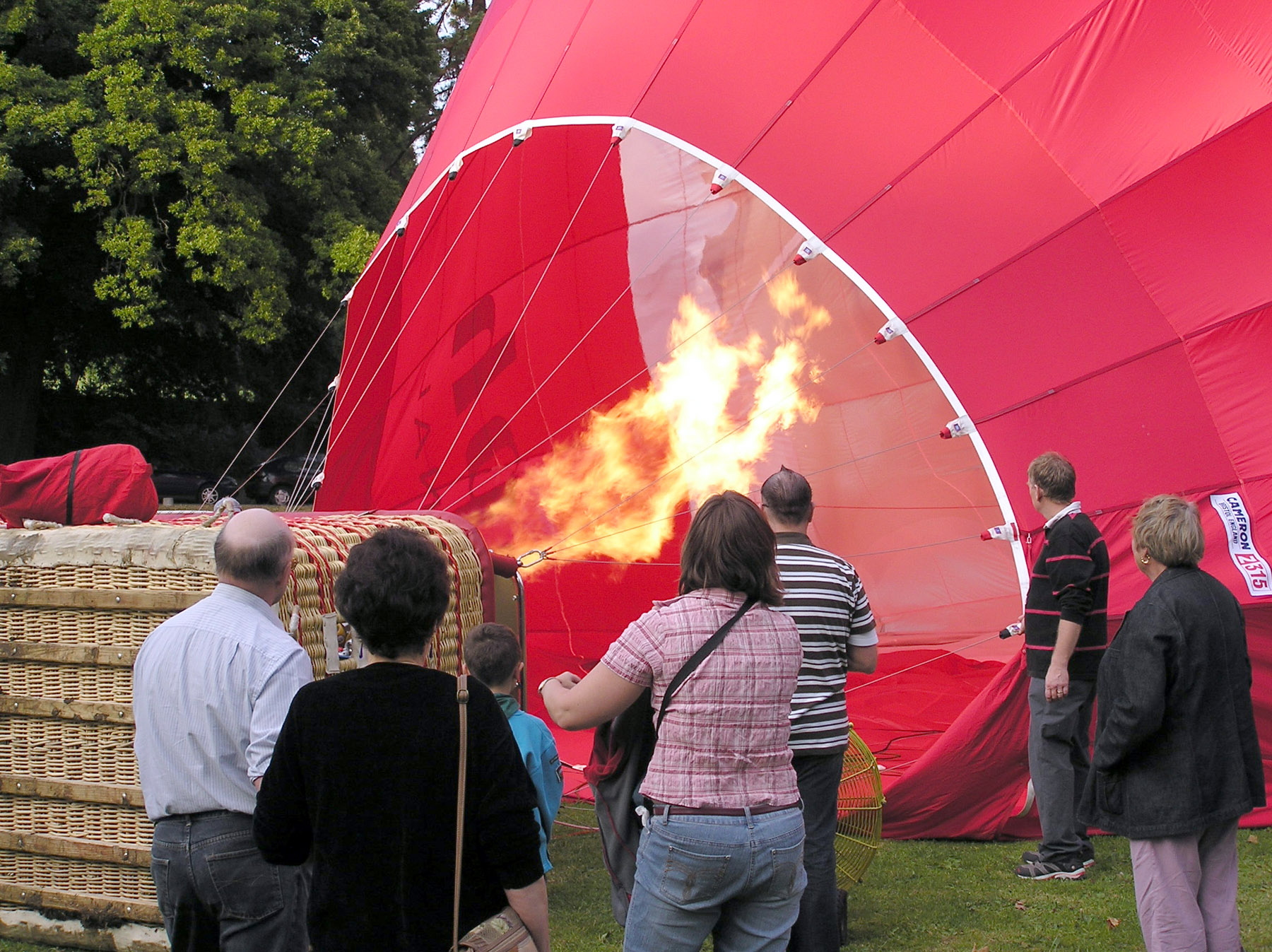
Die Luft im Ballon wird durch den Brenner erwärmt

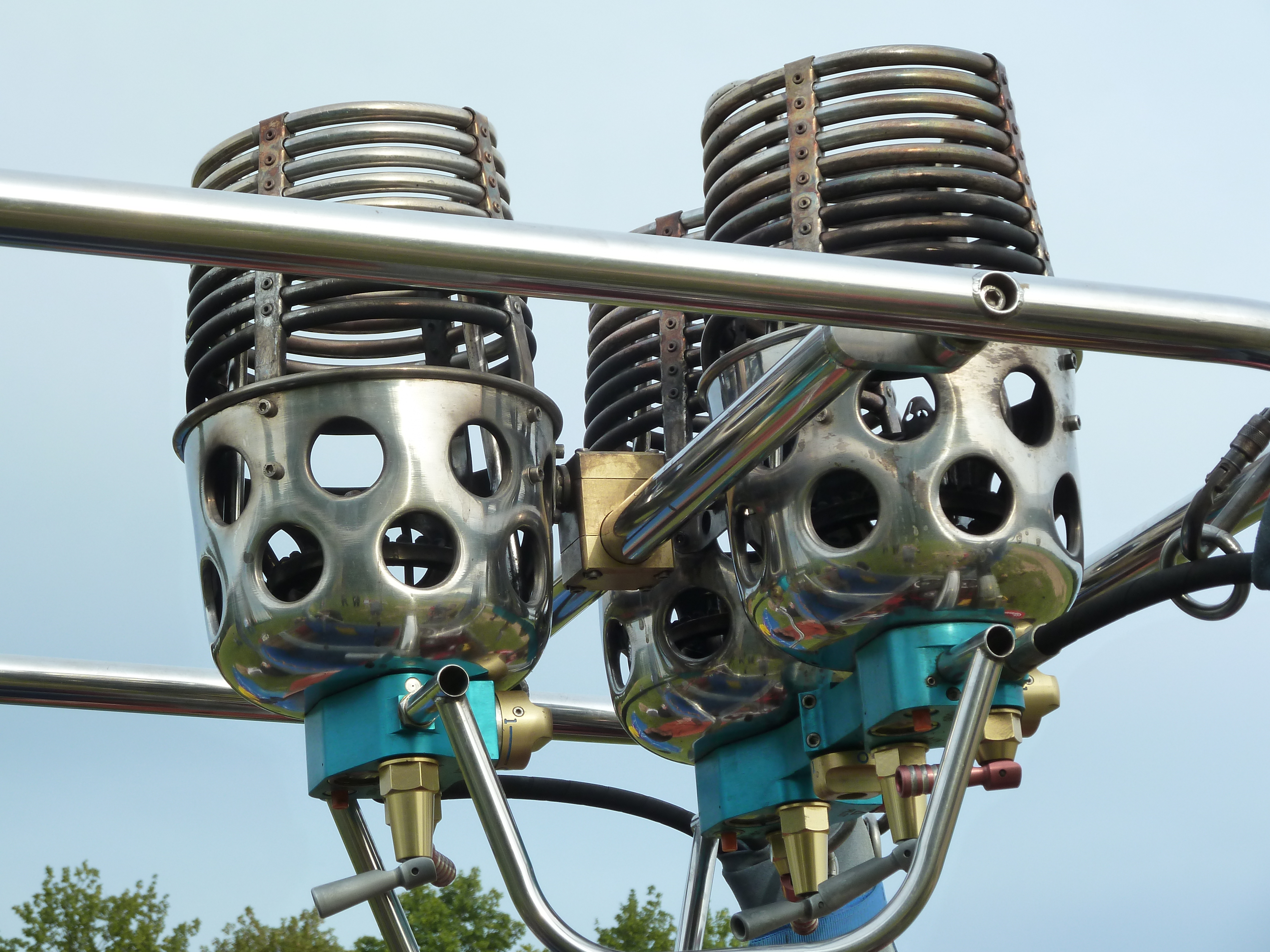
Der Brenner

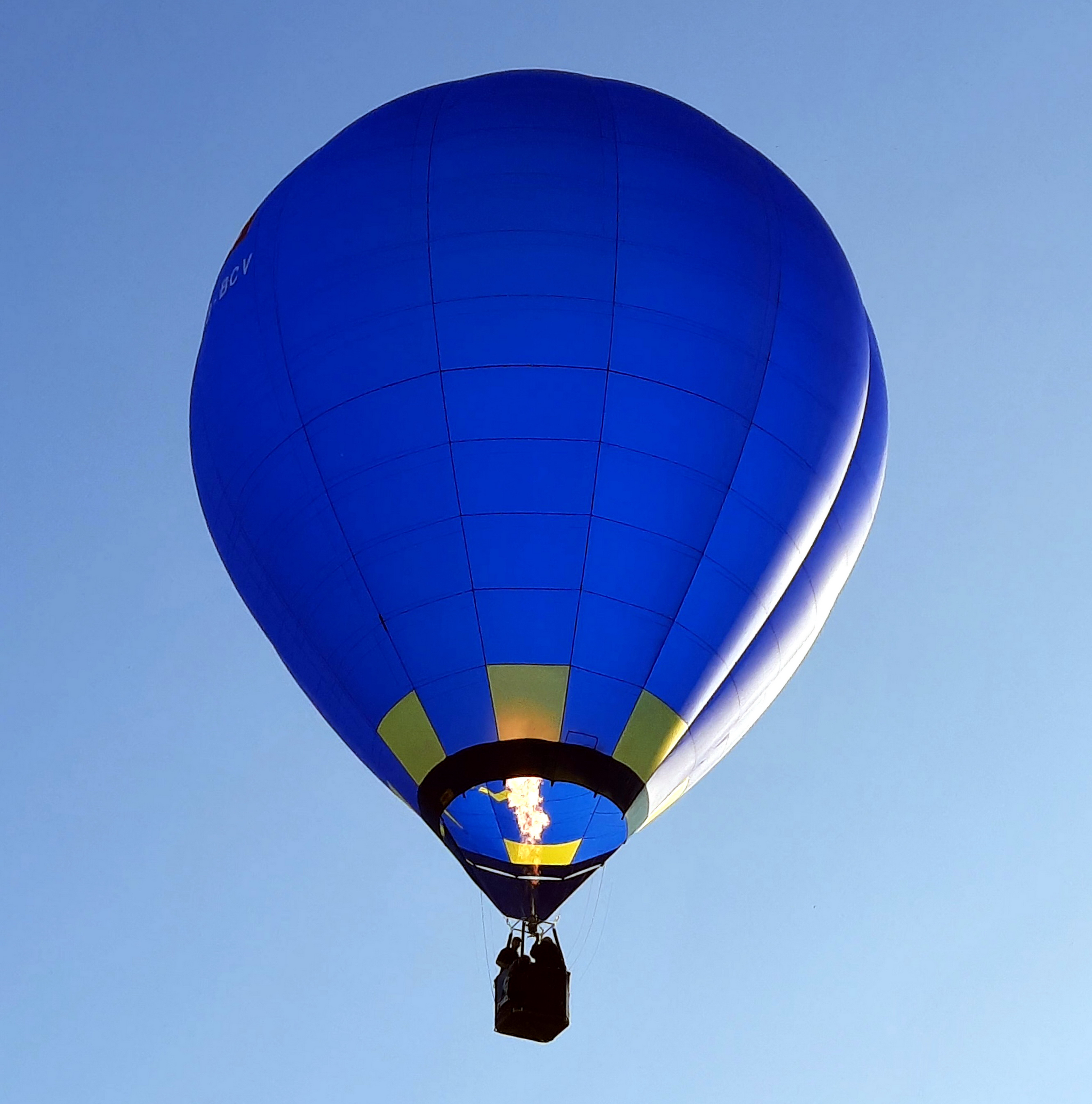
Ballon mit zwei Mann Besatzung beim "Anblasen"

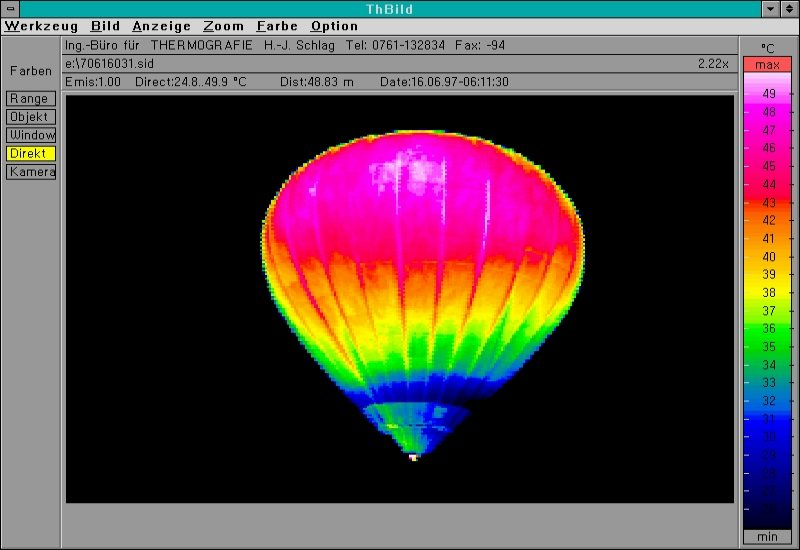
Thermografie eines Heißluftballons im Flug. Die Hülle wird durch die Luft im Innern erwärmt. Oben ist der Ballon am heißesten.

Unter Normalbedingungen bei 0 °C auf Meereshöhe besitzt ein Kubikmeter Luft eine Masse von etwa 1,3 kg. Bei konstantem Druck sinkt die Dichte von Gasen umgekehrt proportional zur steigenden Temperatur, nach dem Gesetz von Gay-Lussac. Durch den Dichteunterschied der kälteren äußeren Luft und der wärmeren Luft im Ballon entsteht so eine Auftriebskraft. Diese wirkt der Schwerkraft (dem Gewicht) des Heißluftballons entgegen. Das Gewicht des Heißluftballons setzt sich zusammen aus dem Gewicht der Ballonhülle plus dem Gewicht der ihm angehängten Nutzlast (Korb mit Brenner, Gasbehältern und Insassen).
Für eine erste grobe Abschätzung der Tragkraft eines Ballons kann dieser als Kugel betrachtet werden. Da das Volumen einer Kugel (und damit der Auftrieb des Ballons) mit der dritten, die Oberfläche (und damit das Gewicht der Hülle) aber nur mit der zweiten Potenz des Durchmessers zunimmt, kann ein größerer Ballon eine größere Nutzlast tragen. Verfeinerte Betrachtungen beziehen die Umstände mit ein, dass mit steigendem Ballondurchmesser schwerere Brenner und festere Hüllen benötigt werden.
Gängige Größen sind 3.000 bis 10.000 Kubikmeter. Die Temperatur im Innern eines Heißluftballons beträgt während einer Ballonfahrt zwischen 70 und 125 °C, je nach Stoffart, Zuladung und Außentemperatur. Da der Auftrieb mit zunehmendem Dichteunterschied der inneren Luft zur Umgebungsluft wächst, hat ein Heißluftballon in tieferen Luftschichten mit höherem Luftdruck und bei kälteren Außentemperaturen eine größere maximale Tragkraft. Die Hülle gibt Wärme an die deshalb daran langsam hochstreichende Außenluft ab; zusätzlich strahlt sie Wärme rundum ab, während Sonnenstrahlung von einer Seite erwärmen kann.
Berechnung der vom Ballon erreichten Höhe bei gegebenem Druck in Bodenhöhe und annähernd konstanter Temperatur:
Die Auftriebskraft steht im Gleichgewicht mit der Summe von Gewichtskraft des Ballons und Gewicht der Luft im Ballon:
{\displaystyle F_{\text{Auf}}=F_{\text{Bal}}+F_{\text{innen}}}
mit der thermischen Zustandsgleichung idealer Gase erhält man
{\displaystyle {\frac {p_{\text{oben}}V_{\text{Bal}}g}{R_{\text{L}}T_{\text{aussen}}}}=m_{\text{Bal}}g+{\frac {p_{\text{oben}}V_{\text{Bal}}g}{R_{\text{L}}T_{\text{innen}}}}\quad } (I)
Für den Verlauf des Außendrucks in Abhängigkeit von der Höhe gilt die barometrische Höhenformel:
{\displaystyle {\frac {gh_{\text{Bal}}}{R_{\text{L}}T_{\text{aussen}}}}=\ln \left({\frac {p_{\text{unten}}}{p_{\text{oben}}}}\right)\quad } (II)
Aus I und II folgt folgende Formel für die Höhe des Ballons:
{\displaystyle h_{\text{Bal}}={\frac {R_{\text{L}}T_{\text{aussen}}}{g}}\ln \left[{\frac {p_{\text{unten}}V_{\text{Bal}}}{m_{\text{Bal}}R_{\text{L}}}}\left({\frac {1}{T_{\text{aussen}}}}-{\frac {1}{T_{\text{innen}}}}\right)\right]}
Dabei ist {\displaystyle g} die Schwerebeschleunigung von rund 9,81 m/s2 und {\displaystyle R_{\text{L}}} die spezifische Gaskonstante der Luft von rund 287 J/(kg·K).

### Ballonwetter
Start und Landung eines Heißluftballons werden leicht durch Wind beeinträchtigt. Durch die große Angriffsfläche der Ballonhülle treten potentiell große Kräfte auf. Wenn der Auftrieb schon groß ist, aber noch nicht ausreicht, um den Ballon vollständig abheben zu lassen, wird die Gondel buchstäblich über den Boden geschleift. Dies kann bei Hindernissen die Insassen der Gondel gefährden. Ballonfahrten werden daher grundsätzlich nur bei Windstille oder schwachem Wind am Boden gestartet.
Abgesehen von der Windgeschwindigkeit bei Start und Landung ist das Ballonfahren auch davon abhängig, dass sich in der Luft keine starke Thermik aufgebaut hat. Da die Ballonhülle nach unten offen ist, könnten thermische Böen diese zusammendrücken und die Heißluft nach unten heraus pressen. Der Ballon verliert damit einen Teil seines Auftriebs. Dadurch beginnt er schnell zu sinken. Dies erzeugt zusätzlichen Fahrtwind von unten, der die Hülle weiter komprimiert und mehr Heißluft heraus presst. Dies kann zu einem sich selbst beschleunigenden Absturz führen, der auch durch maximale Wärmezufuhr durch den Brenner nicht aufzuhalten ist. Seitliche Böen, wie sie beim Durchgang einer meteorologischen Front auftreten, können ebenfalls den Ballon verformen und Heißluft herausdrücken.
Auch weniger starke Thermik geht grundsätzlich mit steigenden und sinkenden Luftmassen einher. Dies führt zu der Notwendigkeit, mehr zu heizen, um die gewünschte Höhe zu halten. Mit gleicher Gasmenge kann ein Heißluftballon sich daher ohne Thermik länger in der Luft halten.
Haufenwolken sind ein sicheres Anzeichen für Thermik oder den Durchgang einer Kaltfront. Massive Nimbostratus-Wolken treten beim Durchgang einer Warmfront auf. Bei tiefliegenden Schichtwolken ist zwar in der Regel die Luft ruhig, aber es fehlt die Sicht. Hoch liegende Cirrus-Wolken sind dagegen kein Anzeichen für unruhige Luft. Deshalb finden Ballonfahrten bevorzugt bei ruhiger Wetterlage und weitgehend wolkenlosem Himmel statt.
Im Sommer heizt die Sonne den Boden im Laufe des Tages auf. Die aufsteigende warme Bodenluft erzeugt Thermik, die sich bis zum frühen Nachmittag verstärkt und dann mit sinkendem Sonnenstand wieder nachlässt. Die Morgen- und Abendstunden sind daher häufig besonders geeignet für eine sichere Ballonfahrt.

### Steuerung

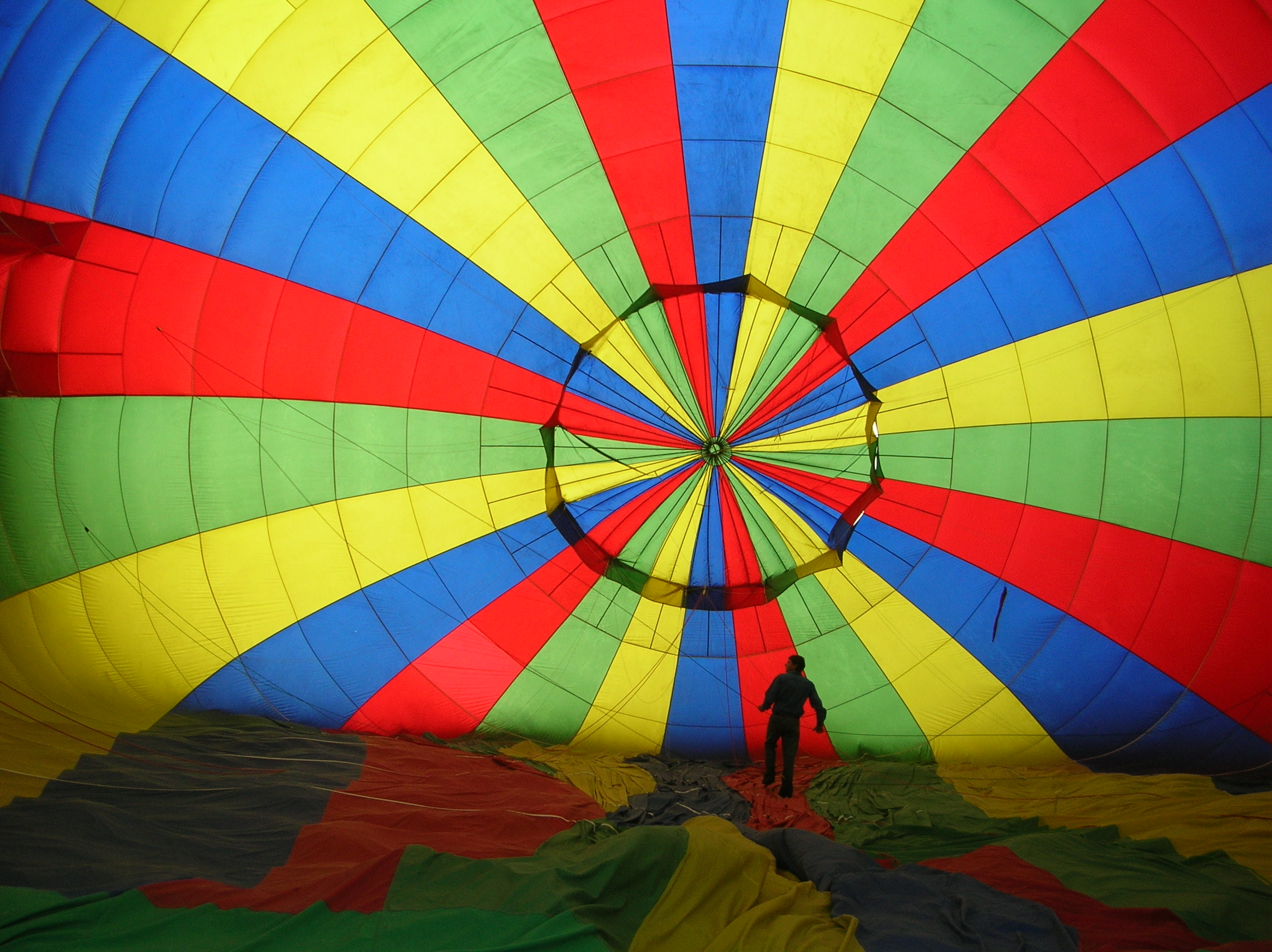
Innenansicht liegend, kreisförmiges Parachute-Ventil

Es ist nicht möglich, einen Ballon direkt zu steuern. Um auf die Fahrtrichtung und -geschwindigkeit Einfluss zu nehmen, werden die sich in unterschiedlichen Höhen voneinander unterscheidenden Windrichtungen und -geschwindigkeiten ausgenutzt. Durch gezieltes Steigen oder Sinken können Winde so ausgenutzt werden, um sich einem gewünschten Ziel zu nähern.
Durch Betätigung des Brenners wird die Luft in der Hülle erwärmt, wodurch der Ballon steigt. Durch langsames Abkühlen der Luft beginnt der Ballon wieder zu sinken. Ein rasches Sinken des Ballons kann durch das Öffnen des sogenannten „Parachutes“ erfolgen. Der Parachute ist aus demselben Material wie die Hülle und befindet sich an der Spitze des Ballons. Während des Aufrüstens wird der Parachute durch Klettverschlüsse mit der umgebenden Hülle verbunden und geschlossen. Während der Fahrt bleibt der Parachute durch den Druck der aufsteigenden warmen Luft geschlossen. Durch Ziehen an einem Seil kann der Pilot den Parachute öffnen. Dadurch kann warme Luft schnell aus der Hülle entweichen. Durch Loslassen der Leine wird der Parachute wieder durch die warme Luft geschlossen.
Mittels tangentialem Luftaustritt durch Luftschlitze nahe dem Ballonäquator, welche auch „Drehventile“ genannt werden und per Seilzug aus dem Ballonkorb bedient werden, kann ein Ballon um seine Hochachse gedreht werden, etwa um den Korb zur Landung günstig auszurichten oder dem Piloten freie Sicht in die Fahrtrichtung zu gewähren.

## Praxis

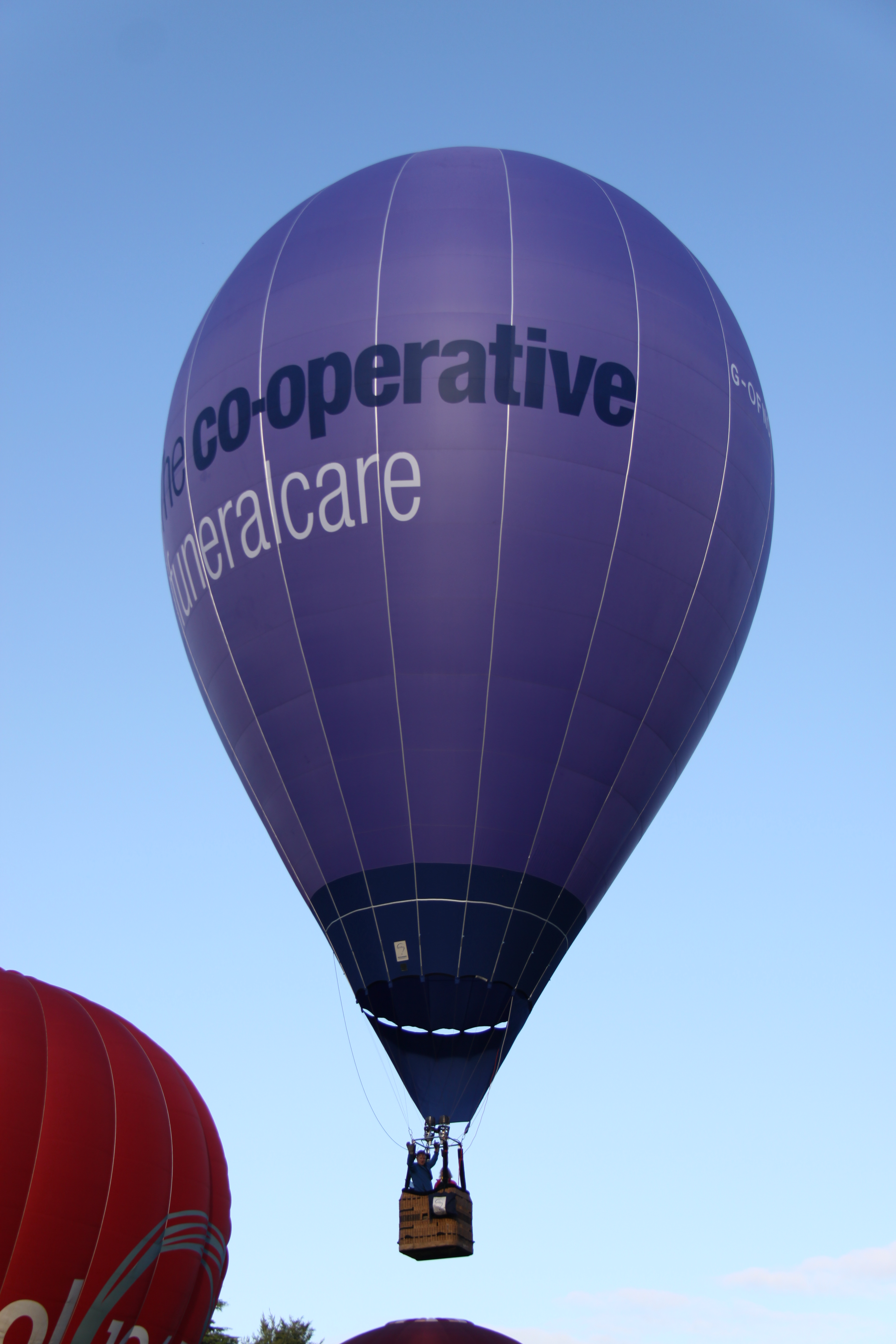
Wettbewerbsballon (Racer)

### Ballonsport
Ballonfahren ist nicht nur eine Freizeitaktivität, sondern es gibt auch Wettbewerbe bis hin zur Weltmeisterschaft. Bei den Wettbewerben werden mehrere Ballonfahrten durchgeführt, bei denen je Fahrt meist mehrere Aufgaben bestmöglich gelöst werden müssen. Ein bekannter Ballonwettbewerb ist die Montgolfiade.
Bei den meisten Aufgabentypen kommt es darauf an, mit einem kleinen Markierungsbeutel (Beanbag, Marker) ein bestimmtes Ziel zu treffen. Das Ziel ist entweder bereits vor der Fahrt bekannt („Vorgegebenes Ziel“) oder wird vom Piloten vor der Fahrt („Selbstgewähltes Ziel“) oder währenddessen bestimmt und auf den Marker einer vorherigen Aufgabe geschrieben („Fly on“).
Weitere Aufgabentypen sind beispielsweise die Weitfahrt innerhalb eines begrenzten Wertungsgebietes („Maximum Distance“) oder aber auch die „Minimum Distance“ mit „Zeitvorgabe“, bei der der Pilot gewinnt, der nach einer vorgegebenen Mindestfahrtzeit die kürzeste Strecke zurückgelegt hat. Bei der „Fuchsjagd“ startet ein Ballon, der in der Regel mit einer Flagge gekennzeichnet wird, mit einem gewissen Zeitvorsprung und legt am Landeort ein Zielkreuz für die nachfolgenden Ballons aus, an dem die nachfolgenden Ballonfahrer möglichst nah zu landen haben.
Die Wettbewerbsleitung wird dabei von Schiedsrichtern („Observer“) unterstützt. Jedem Piloten und seinem Team wird pro Fahrt ein Observer zugeteilt. Die Observer messen die Marker ein und beobachten, ob während der Fahrt alles gemäß den FAI-Regeln abgelaufen ist.

### Wettbewerbsballons
Als Wettbewerbsballons bzw. Racer werden Ballons von 1600–2600 m³ bezeichnet. Sie sind damit kleiner als übliche Ballons, mit denen man auch an Wettbewerben teilnehmen kann. Racer sind zudem sehr viel schlanker und können damit sehr viel schneller steigen oder sinken, ohne dass ein Fallschirmeffekt durch die Hülle entsteht.

Start eines Heißluftballons
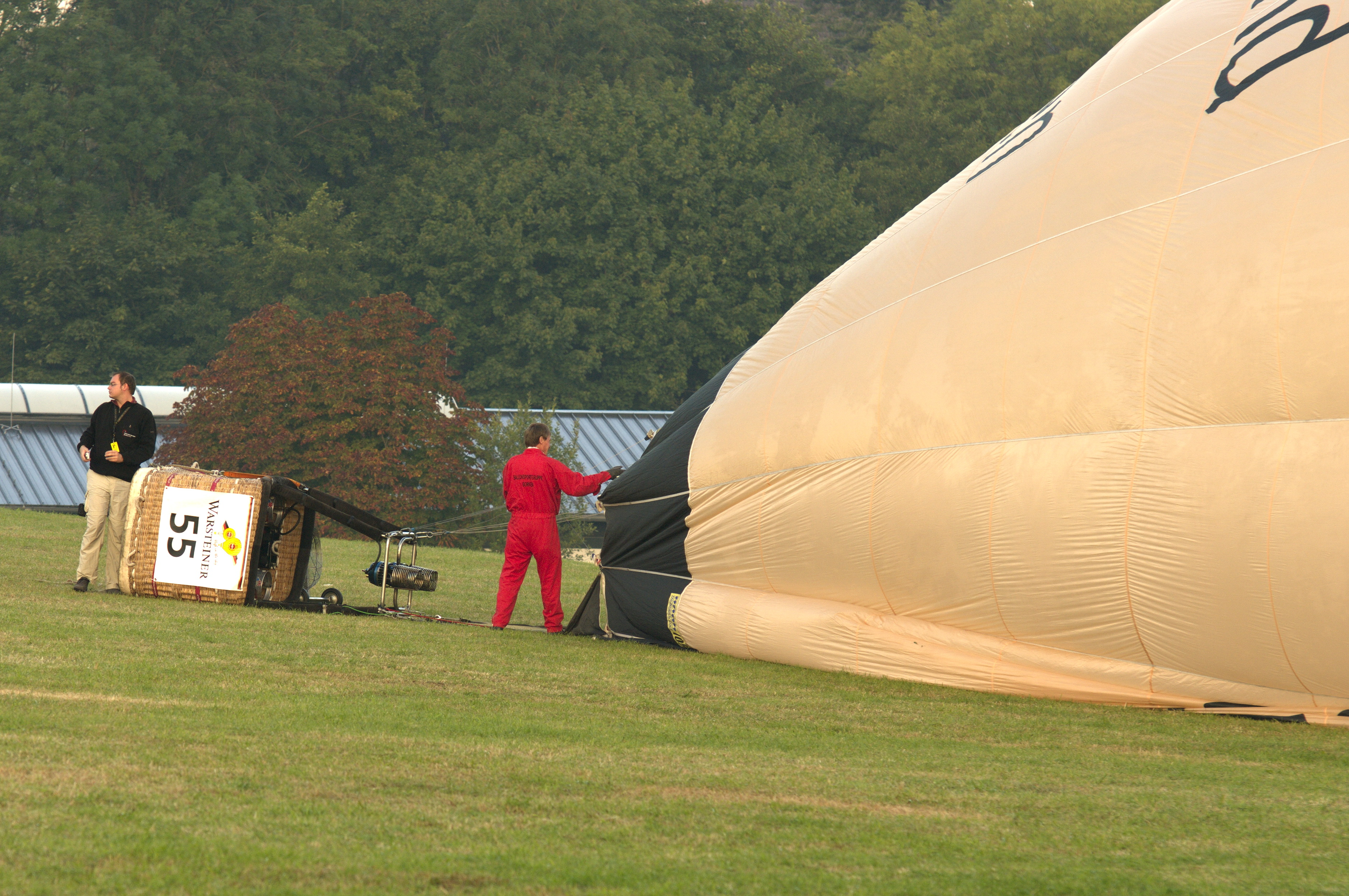
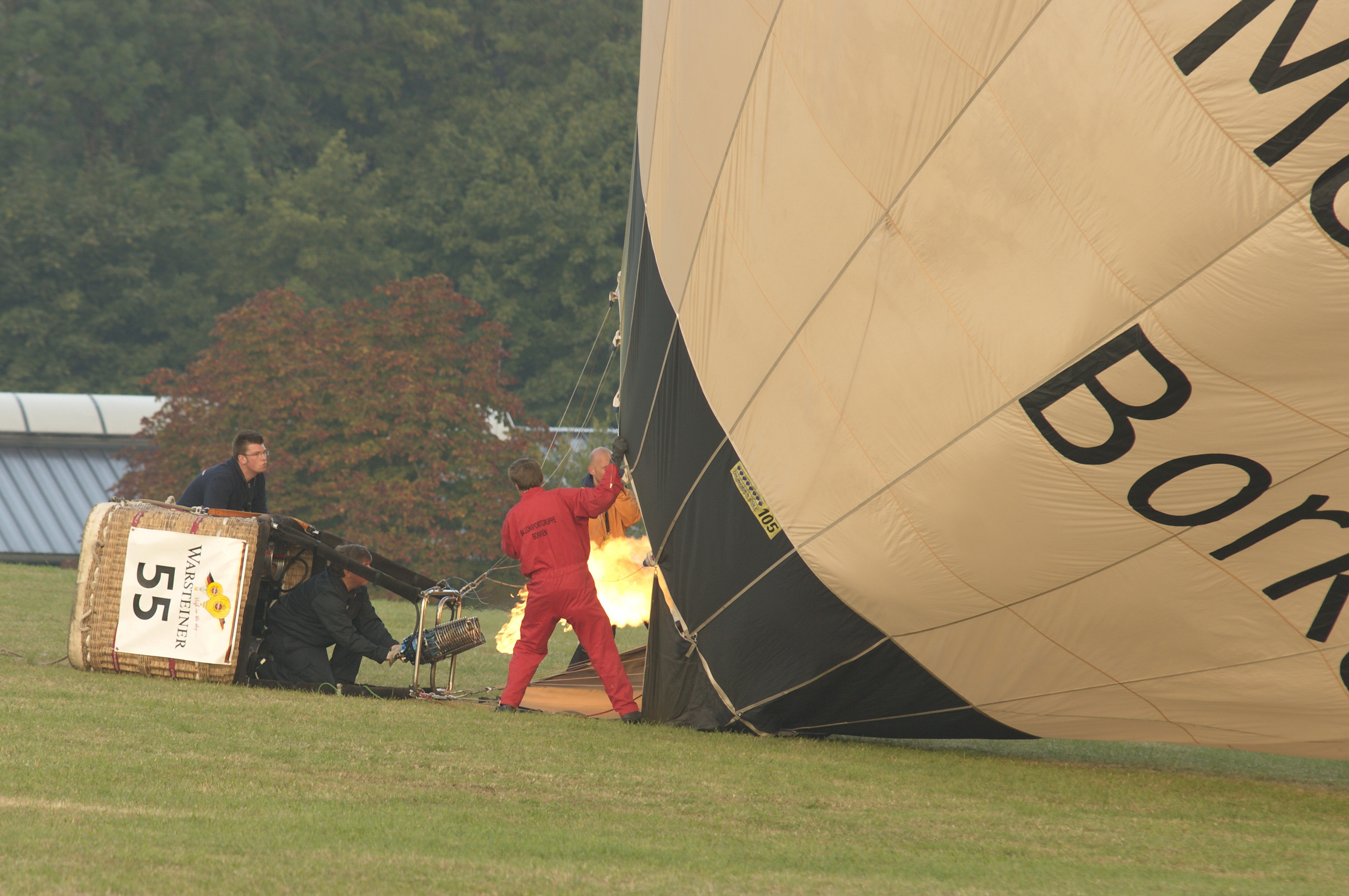
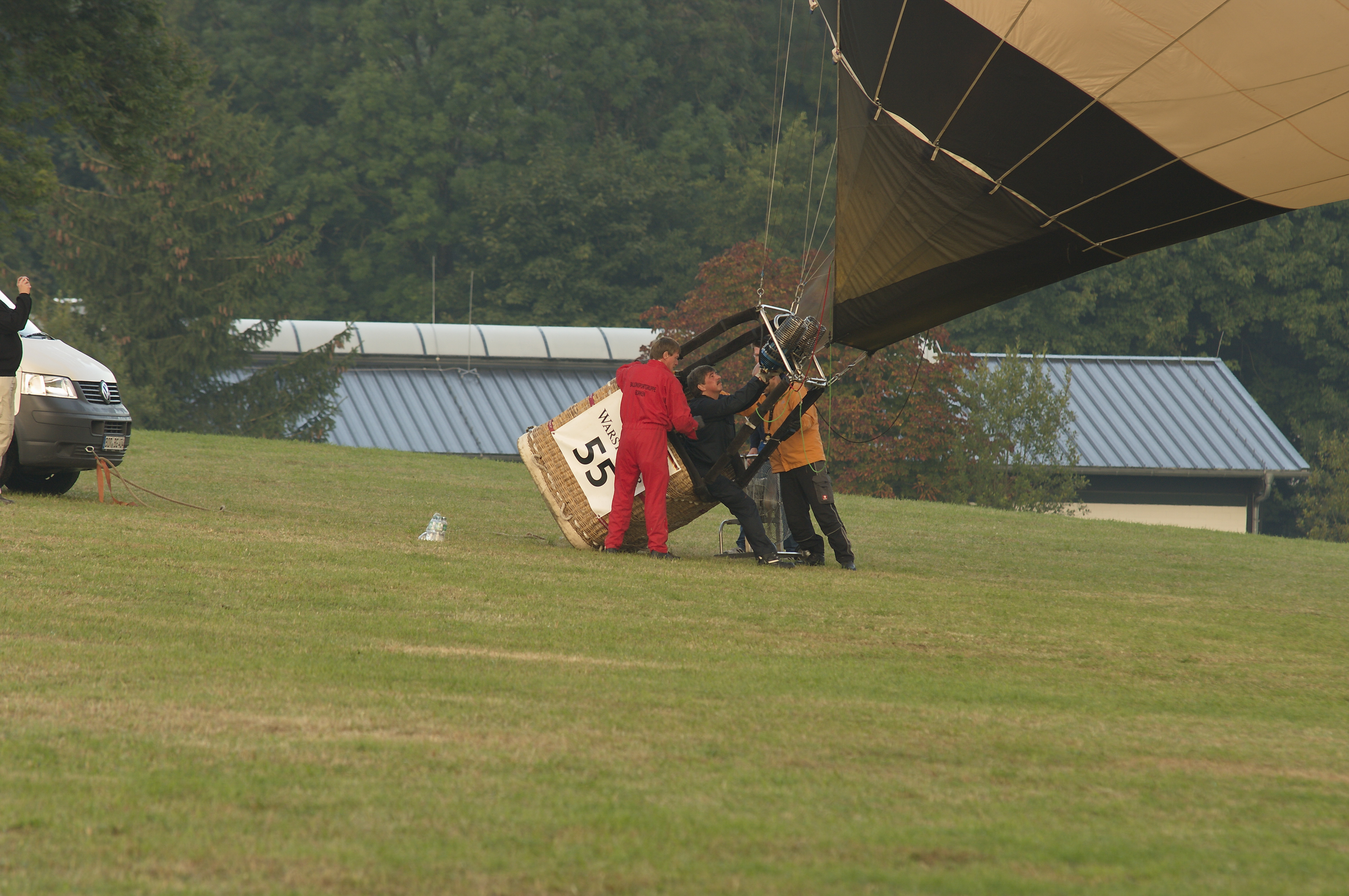
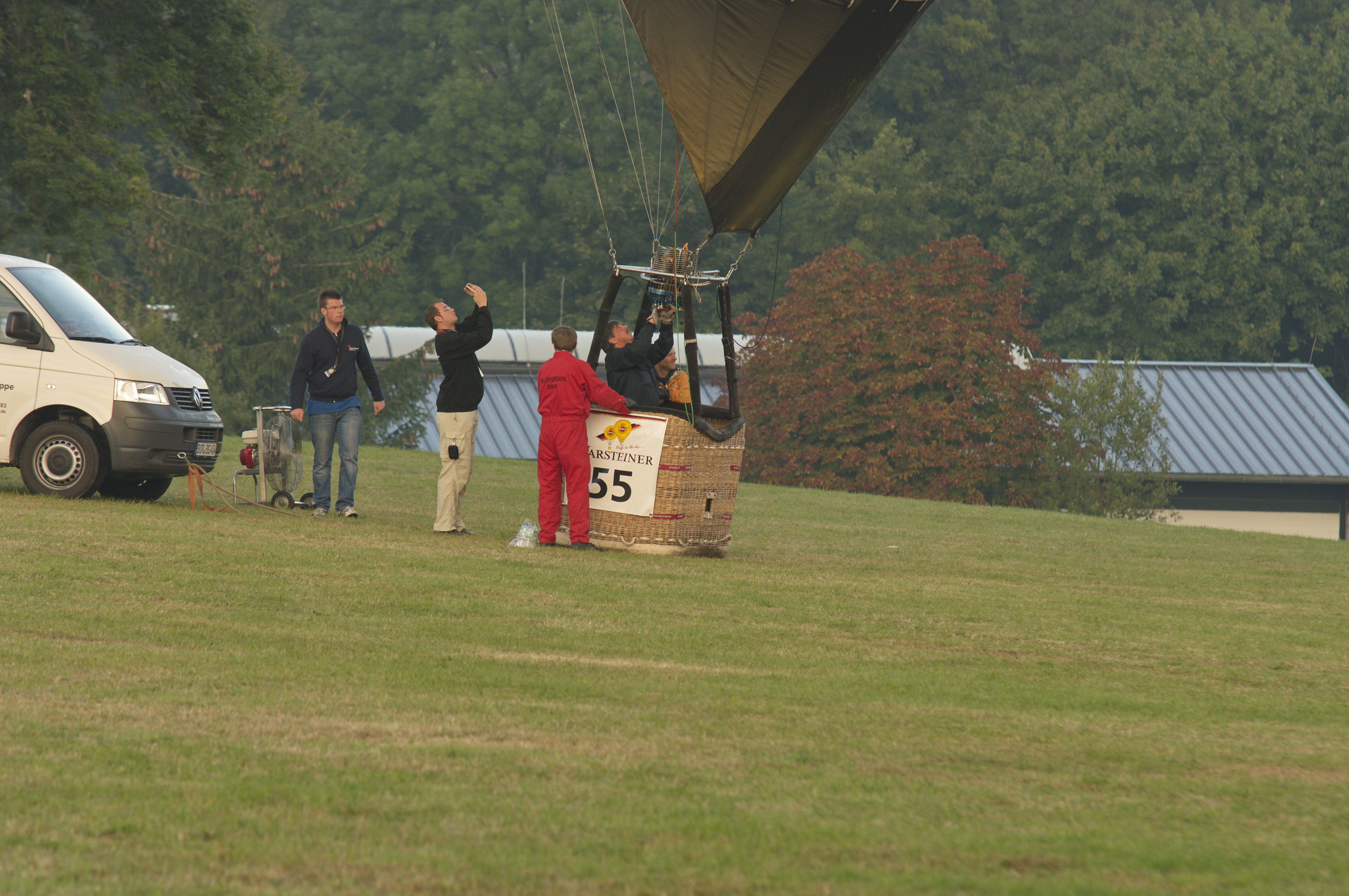
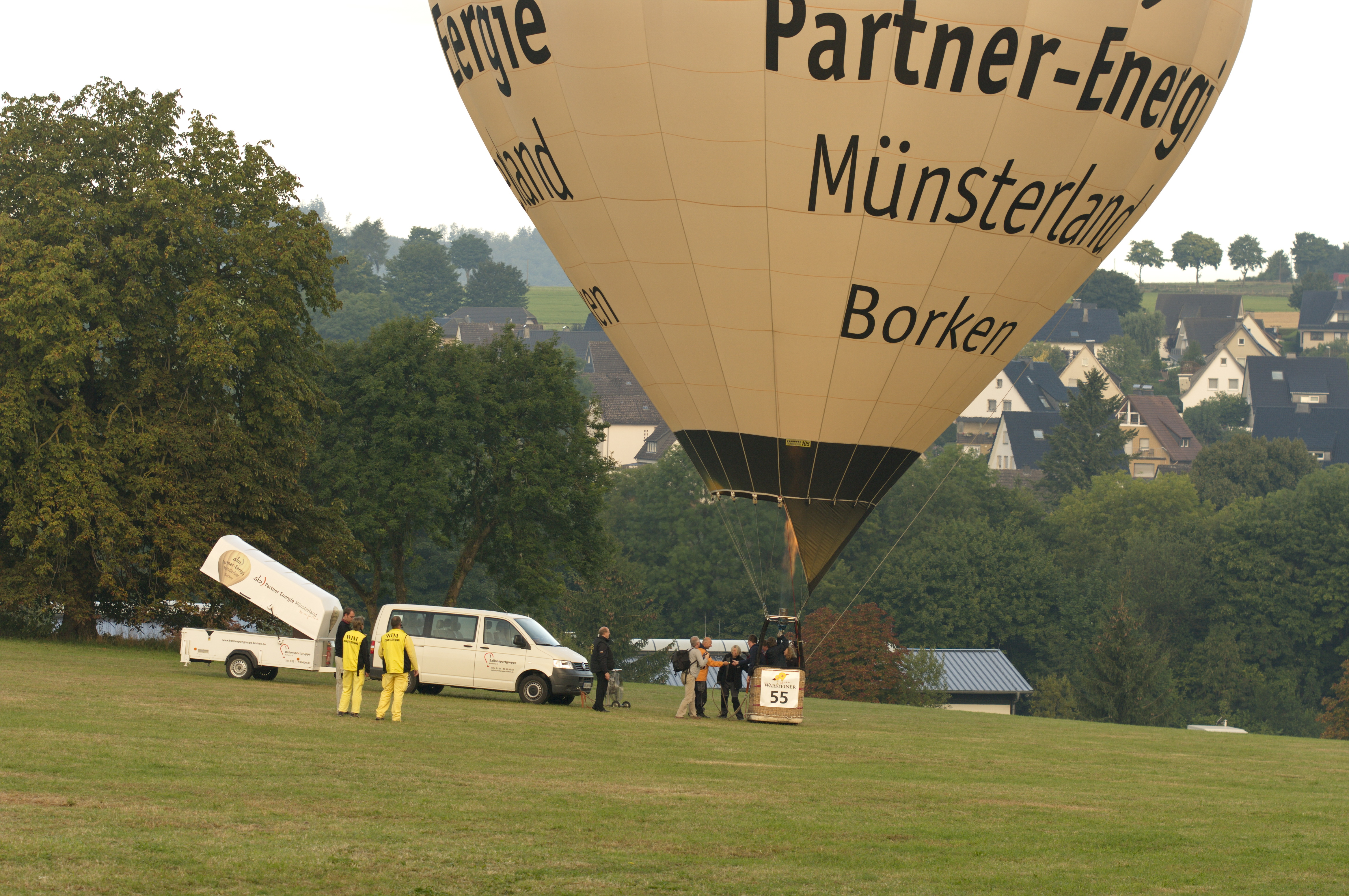
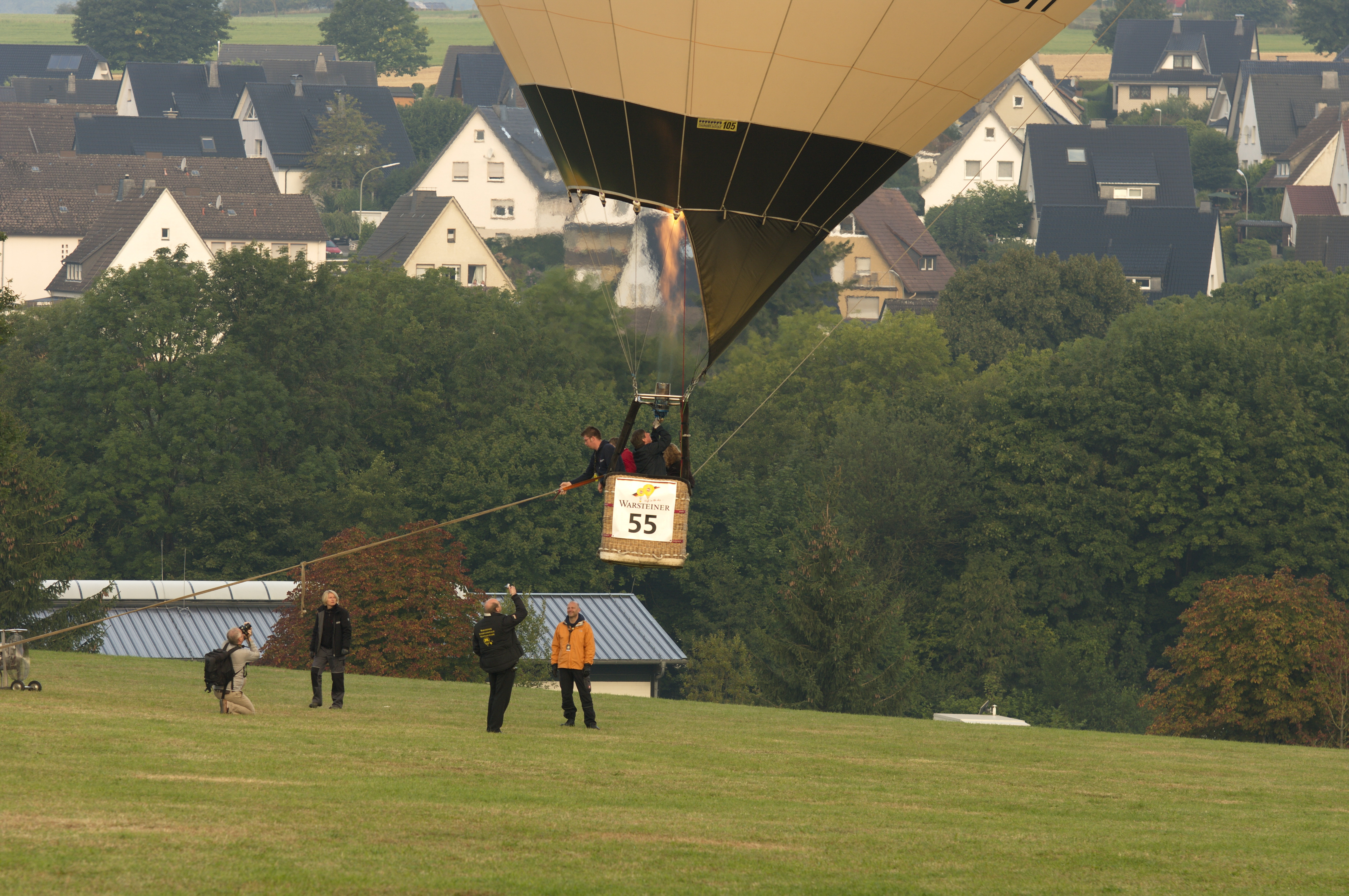

### Unfälle
Eine Liste hierzu findet sich im Artikel Liste von Zwischenfällen mit Ballonen.